# Gmina Mosina
Die Gmina Mosina [ˈmɔɕɪna] ist eine Stadt-und-Land-Gemeinde im Powiat Poznański der Woiwodschaft Großpolen in Polen. Ihr Sitz ist die gleichnamige Stadt (deutsch Moschin) mit etwa 14.000 Einwohnern.

## Geographie

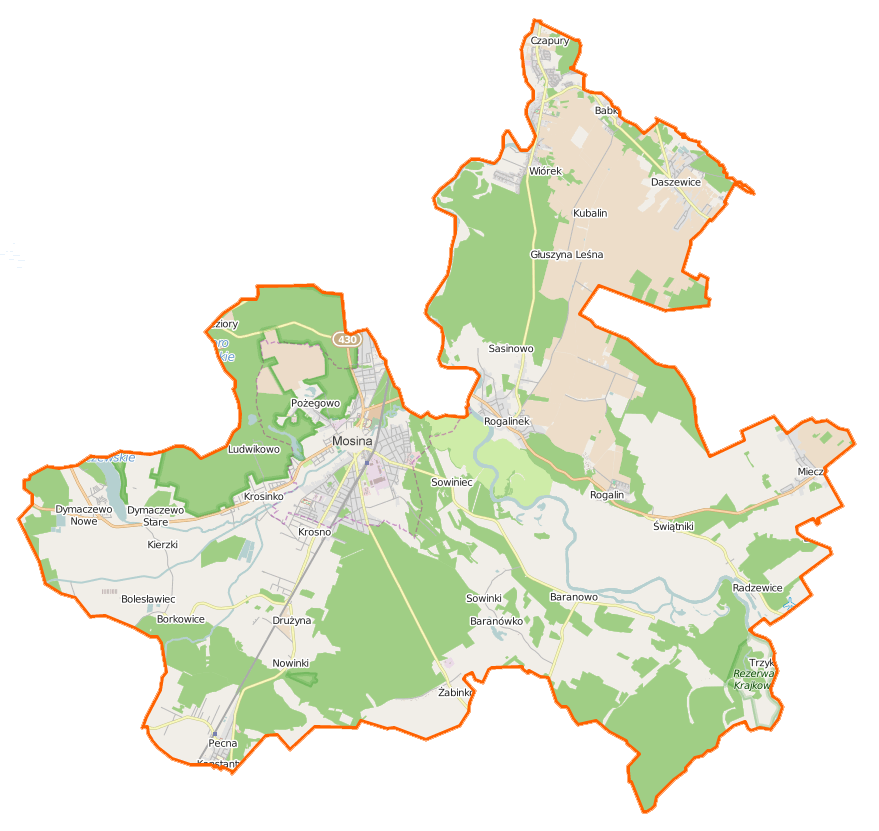
Karte der Gemeinde

Die Gemeinde liegt zentral in der Woiwodschaft. Sie grenzt im Nordosten an die kreisfreie Woiwodschafts-Hauptstadt Posen (Sitz des Powiats). Die weiteren Nachbargemeinden sind die Gemeinden: Kórnik im Osten, Brodnica im Süden, Czempiń im Südwesten, Stęszew im Westen sowie Komorniki, Puszczykowo, Komorniki (2.) und Luboń im Norden.
Die Warthe fließt durch den östlichen Teil der Gemeinde und bildet im Norden die Westgrenze der Gemeinde. Ihre Zuflüsse Samica Stęszewska mit 37 und Kopel mit 34 Kilometer Länge münden auf Gemeindegebiet in die Warthe. Dieses gehört zur großpolnischen Seenplatte (polnisch Pojezierze Wielkopolskie). Die Rinnenseen Jezioro Dymaczewskie mit 120 Hektar Wasserfläche und Jezioro Góreckie (100 ha) gehören zum Nationalpark Großpolen im Westen der Gemeinde. Daneben gibt es eine Reihe sehr viel kleinerer Seen.
Die Gemeinde hat eine Fläche von 170,9 km², von der 49 Prozent land- und 38 Prozent forstwirtschaftlich genutzt werden.

## Geschichte

### Verwaltungsgeschichte
Das heutige Gemeindegebiet gehörte, unterbrochen durch die deutsche Besatzungszeit im Zweiten Weltkrieg, von 1919 bis 1957 zum Powiat Śremski und zur Woiwodschaft Posen mit unterschiedlichen Zuschnitt. Im Jahr 1954 wurden die Landgemeinden in Gromadas geteilt und 1958 kam das Gebiet zum ehemaligen Powiat Poznański. – Die deutsche Minderheit wurde nach dem Weltkrieg vertrieben.
Zum 1. Januar 1973 wurde die Landgemeinde Mosina wieder eingerichtet. Von 1975 bis 1998 kam das Gemeindegebiet zur stark verkleinerten Woiwodschaft Posen. Der Powiat wurde in dieser Zeit aufgelöst. Stadt- und Landgemeinde Mosina wurden 1990/1991 zur Stadt-und-Land-Gemeinde zusammengelegt. Diese gehört seit 1999 zur Woiwodschaft Großpolen und zum Powiat Poznański aktuellen Zuschnitts, die neu gebildet wurden.

### Gemeindepartnerschaften
- Seelze (Niedersachsen, Deutschland), seit 2001[3]
- Gmina Witnica (Woiwodschaft Lebus), seit 2013[3]

## Gliederung
Zur Stadt-und-Land-Gemeinde (gmina miejsko-wiejska) Mosina mit 33.767 Einwohnern (Stand 31. Dezember 2020) gehören die Stadt selbst und 21 Dörfer mit Schulzenämtern (sołectwa):
| Name            | deutscher Name (1815–1918)           | deutscher Name (1939–1945) |
| --------------- | ------------------------------------ | -------------------------- |
| Babki           | Babki                                | Altenau                    |
| Baranówko       | Baranowo Hauland 1906–1918 Rohrheim  | Rohrheim                   |
| Borkowice       | Borek Hauland 1906–1918 Lindenhain   | Lindenhain                 |
| Czapury         | Czapury                              | Staffelbach                |
| Daszewice       | Daszewice                            | Neusteindorf               |
| Drużyna         | Kampratsdorf                         | Kampratsdorf               |
| Dymaczewo Nowe  | Neu Demantschewo 1906–1918 Neusee    | Neusee                     |
| Dymaczewo Stare | Alt Demantschewo 1906–1918 Altsee    | Altsee                     |
| Krajkowo        | Krajkowo                             | Waldeck                    |
| Krosinko        | Krosno Hauland                       | Bergdorf                   |
| Krosno          | Krosno 1906–1918 Altkirch            | Altkirch                   |
| Mieczewo        | Mieczewo                             | Schwertingen               |
| Pecna           | Petzen Hauland                       | Petzen Hauland             |
| Radzewice       | Hohensee                             | Hohensee                   |
| Rogalin         | Rogalin                              | Eichenhain                 |
| Rogalinek       | Rogalinek                            | Warthebrück                |
| Sasinowo        | Sachsenfelde                         | Sachsenfelde               |
| Sowinki         | Sowiniec Hauland 1906–1918 Rohrwiese | Rohrwiese                  |
| Świątniki       | Swiontnik                            | Heildorf                   |
| Wiórek          | Wiorek                               | Spanndorf                  |
| Żabinko         | Waldhöhe                             | Waldhöhe                   |

Den Schulzenämtern bzw. der Stadt sind die folgenden, kleineren Orte zugeordnet:
| Name           | deutscher Name (1815–1918)         | deutscher Name (1939–1945) | Schulzenamt |
| -------------- | ---------------------------------- | -------------------------- | ----------- |
| Baranowo       | Baranowo                           | Schafheim                  | Krajkowo    |
| Bolesławiec    | Boleslawice                        | Wildrode                   | Borkowice   |
| Głuszyna Leśna | Gluschin Forst                     | Waldhagen                  | Babki       |
| Jeziory        | Seeberg                            | Mariensee (seit 1940)      | Mosina      |
| Konstantynowo  | Vorwerk Konstantinowo              | ?                          | Pecna       |
| Kubalin        | Kubalin                            | Eichenried                 | Babki       |
| Ludwikowo      | Ludwigsdorf                        | Ludwigsdorf                | Krosinko    |
| Nowinki        | Neuhauland, älter auch Neu Holland | Neurode                    | Drużyna     |
| Sowiniec       | Sowiniec                           | ?                          | Sowinki     |

## Sehenswürdigkeiten
- Schloss Rogalin in Rogalin
- Ehemalige Synagoge in Mosina, heute Heimatmuseum
- Nationalpark Großpolen

## Verkehr
Die Woiwodschaftsstraße DW430 führt über die Nachbarstädte Puszczykowo und Luboń (Luban) nach Posen, wo Autobahnen und Landesstraßen (droga krajowa) erreicht werden. Die DW431 verbindet Mosina mit Kórnik (Kurnik) im Osten und mit Granowo im Westen, dabei umfährt sie den Nationalpark.
An der Bahnstrecke Posen–Breslau bestehen der Bahnhof Mosina und der Haltepunkt Drużyna Poznańska im Dorf Drużyna.
Der nächste internationale Flughafen ist Poznań-Ławica.